# Banitu
Banitu (akad. Banītu, tłum. „Piękna”) – królowa, żona asyryjskiego króla Salmanu-aszareda V (726-722 p.n.e.), znana z inskrypcji odkrytych w tzw. grobowcach królowych w Kalchu; przez niektórych badaczy identyfikowana z Jabą, żoną Tukulti-apil-Eszarry III (747-727 p.n.e.).

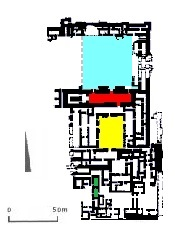
Plan Pałacu Północno-zachodniego w Kalchu. Na niebiesko zaznaczono dziedziniec w części ceremonialnej pałacu, na czerwono salę tronową, na żółto dziedziniec wewnętrzny w części prywatnej pałacu, gdzie odkryto grobowce królowych

W latach 1988–1989 archeolodzy iraccy prowadzący wykopaliska w Kalchu (obecnie Nimrud w Iraku) odkryli w ruinach Pałacu Północno-zachodniego cztery grobowce w których pochowano wysokich rangą urzędników dworskich oraz tzw. „kobiety pałacu” - członkinie asyryjskiej rodziny panującej. W nienaruszonym grobowcu II, zawierającym sarkofag z dwoma szkieletami kobiet, odnaleziono setki przedmiotów należących do trzech asyryjskich królowych: Jaby, żony Tukulti-apil-Eszary III (744-727 p.n.e.), Banitu, żony Salmanu-aszareda V (726-722 p.n.e.), oraz Atalii, żony Szarru-kina II (722-705 p.n.e.). 
Dwa spośród przedmiotów odkrytych w grobowcu II (złota misa na wino i wykonany z kryształu górskiego pojemnik na kosmetyki) na pewno należały do Banitu, gdyż umieszczona jest na nich akadyjska inskrypcja „Należące do Banitu, królowej Salmanu-aszareda, króla Asyrii”. Nie wiadomo jest jednak, czy samą królowe pochowano w grobowcu, gdyż w sarkofagu odnaleziono jedynie dwa szkielety. Zdaniem naukowców szkielet na dnie sarkofagu należał do Jaby, dla której grobowiec został wzniesiony, natomiast później do sarkofagu złożono również ciało Atalii. Brak trzeciego szkieletu tłumaczony jest zazwyczaj tym, iż Atalia, której mąż w przewrocie pałacowym odsunął Salmanu-aszareda V od władzy, przejęła po swojej poprzedniczce Banitu należące do niej przedmioty i została z nimi pochowana. Istnieje też inna teoria, według której imię Banitu było tylko akadyjskim tłumaczeniem zachodniosemickiego imienia Jaba (oba znaczą „Piękna”) i w istocie Banitu i Jaba były jedną osobą. Na potwierdzenie przywoływany jest fakt, iż inna asyryjska królowa, nosząca zachodniosemickie imię Naqi’a, znana była również pod imieniem Zakutu, będącym akadyjskim odpowiednikiem imienia Naqi’a (oba znaczą „Czysta”). Znany jest też przypadek Mulissu-mukanniszat-Ninuy, ostatniej żony Aszur-nasir-apli II (883-859 p.n.e.), która po śmierci męża poślubiła jego syna, Salmanu-aszareda III (858-824 p.n.e.). Tym samym Jaba/Banitu po śmierci Tukulti-apil-Eszarry III również mogła poślubić jego syna Salmanu-aszareda V.